# Unwanted (pjesma)
"Unwanted" je pjesma kanadske pjevačice Avril Lavigne s njezina prvog studijskog albuma Let Go iz 2002. Napisali su je sama Avril Lavigne i Clif Magness, tko je također i producirao pjesmu. Žanrovski je pop rock pjesma, te se puštala na kandaskom rock radiju. "Unwanted" je objavljena kao radio singl u Ujedinjenom Kraljevstvu i Irskoj, te nije službeno objavljena kao CD ili download singl. Videospot za pjesmu se nije snimao, pošto pjesma nije nikad službeno objavljena kao pravi singl. Bila je jedna od četiri pjesama koje su se našle na "Angus Drive" EPu.

## Popis pjesama

### Promotivni CD singl
1. "Unwanted" - 3:40